# Las Tres Marías (Ecuador)
Las Tres Marías fue un trío musical ecuatoriano de origen afrodescendiente.

## Historia
El trío musical estuvo integrado por las hermanas Rosa, Gloria y María Magdalena Pavón, reconocidas por su habilidad de realizar ensambles musicales imitando los sonidos de trompetas, tambores y cornetas. Lo hacían tanto a capela, o con elementos de la naturaleza como hojas, raíces, frutas, troncos, cueros y calabazas, especialmente La Bomba. Así recorrieron por más de 60 años Ecuador haciendo bailar a su público la música tradicional del Valle del Chota.
Las hermanas nacieron en la Comunidad de Chalguayacu (El Juncal), ubicado en Pimampiro-Imbabura, y provenían de una familia de músicos. Su padre, integrante de la Banda Mocha, les heredó el gusto musical principalmente de la bomba. El trío empezó cantando en un festival en el Juncal y con el paso del tiempo fue combinando este arte con las actividades cotidianas que realizan para vivir.
Rosita, Gloria y Magdalena Pavón -partera, agricultora y curandera- vivieron en una casa de adobe en el barrio Chalguayacu, cantón Pimampiro, provincia de Imbabura.
María Magdalena Pavón falleció en Ibarra, el 14 de septiembre del 2018, a sus 77 años.

## Reconocimientos
- Fueron  reconocidas por el Ministerio de Cultura y Patrimonio, como Patrimonio Vivo del Ecuador.[6]
- El Instituto Nacional de Patrimonio Cultural (INPC) les entregó un reconocimiento en la categoría Portadoras de Saberes, por contribuir al fortalecimiento y salvaguardia del Patrimonio Cultural Inmaterial del Ecuador.[4]
- Son parte del proyecto Taitas y Mamas que reúne a íconos de la música ecuatoriana.[7]
- Recibieron la ovación del festival intercultural desarrollado en Cali, Colombia, en 2009: “había miles de personas que se pusieron de pie y nos aplaudieron por más de cinco minutos”.[8]